# Friedrich Christoph Philipp von Rotenhan
Friedrich Christoph Philipp von Rotenhan, zu Merzbach (* 1749; † 1798) aus dem Adelsgeschlecht Rotenhan war Beamter im Hochstift Bamberg.

## Leben
Von Rotenhan war der jüngste Sohn des bambergischen Oberamtmanns Joachim Ignatz von Rotenhan, zu Merzbach (1662–1736). Er wurde am 23. April 1772 vom Bischof zum Oberamtmann im Amt Zeil ernannt. Das Amt hatten früher sein Vater und sein älterer Bruder Johann Karl Alexander von Rottenhan, zu Merzbach (1710–1777) innegehabt. Am 30. Juni 1790 wechselte er als Oberamtmann in das Amt Marloffstein. Seit dem 17. Mai 1785 war er Reisemarschall und ab 1797 Oberstallmeister am bischöflichen Hof.